# Vrångö kyrka
Vrångö kyrka är en kyrkobyggnad som tillhör Styrsö församling i Göteborgs stift. Den ligger på Vrångö i Göteborgs kommun.

## Historia
År 1948 bildades på Vrångö en kyrkostiftelse, med målet att samla in pengar till att bygga en kyrka på ön. Insamlingen fick stort gensvar bland befolkningen, som på den tiden uppgick till knappt över 300 personer; exempelvis en auktion som pågick under fyra timmar år 1956 inbringade 6888 kronor. I slutet av 1956 hade stiftelsen samlat in över 90000 kronor och köpte öns gamla folkskola, som var avsedd att rivas. På tomten uppfördes en monteringsfärdig kyrka, ritad av en arkitekt i Uddevalla och byggd av en firma i Göteborg. Interiören inreddes med gåvor från öns invånare och klockan deponerades från fyrskeppet Sydostbrotten i Norra Kvarken. Hela byggnadskostnaden uppgick till 151 000 kronor. Kyrkan invigdes på Tacksägelsedagen den 15 oktober 1961.

## Kyrkobyggnaden
Kyrkan med sammanbyggt församlingshem uppfördes 1961 efter ritningar av arkitekt Carl-Anders Hernek och den invigdes i oktober samma år av kontraktsprost Hugo Eckerdal och domprost Conny Edlund. Kyrkan är byggd av prefabricerade byggnadsdelar, har en stomme av trä och vilar på en betongsockel. Ytterväggarna är klädda med vit locklistpanel och yttertaket är täckt med eternitplattor i fjälltäckning. 
Långhuset är rektangulärt och har ett lägre, rakt avslutat kor. Åtta höga fönster har blyinfattade, färgade glasrutor. Långhusets väggar och tak är av omålad träpanel, medan koret har vitmålade väggar.  

## Klockstapel och klocka
En klockstapel står på tomtens högsta punkt. Den har en klocka som Lotsverket har deponerat och som tidigare fanns på Sydostbrottens fyrskepp.

## Orgel
Orgeln är tillverkad 1972 av A. Magnusson Orgelbyggeri AB och har fem stämmor fördelade på manual och pedal.